# Mona Åstrand
Mona Maria Åstrand, född 5 augusti 1931 i Sankt Görans församling i Stockholm, död 4 oktober 1995 i Sankt Johannes församling i Malmö, var en svensk skådespelerska.

## Biografi
Efter studier vid Calle Flygares teaterskola 1948–1950 engagerades Åstrand vid Vasateatern 1950–1951 och Riksteatern 1951–1953. Hon genomgick Dramatens elevskola 1953–1956 och anställdes därefter vid Helsingborgs stadsteater 1956–1960 och Folkteatern Göteborg 1960–1965. Från 1965 tillhörde hon Malmö stadsteaters ensemble.
Hon var dotter till major John Åstrand och hans hustru Aina, född Sundblad. Mellan 1958 och 1963 var hon gift med journalisten Lennart Osbeck med vilken hon fick sonen Ola Åstrand, konstnär, 1959. Mona Åstrand är begravd på Limhamns kyrkogård.

## Filmografi (urval)
- 1950 – Sånt händer inte här
- 1952 – Farlig kurva
- 1952 – Trots
- 1953 – Sommaren med Monika
- 1955 – Vildfåglar
- 1956 – Nattbarn
- 1956 – Sceningång
- 1957 – Synnöve Solbakken
- 1965 – Farlig kurs (TV-serie)

## Teater

### Roller (ej komplett)
| År   | Roll             | Produktion | Regi                | Teater                        |
| ---- | ---------------- | --- | ------------------- | ----------------------------- |
| 1950 | Maisie Macarthur | Dafne (Daphne Laureola) James Bridie | Ernst Eklund        | Vasateatern                   |
| 1950 | Martine          | Ungkarlsmamman (Les Enfants d'Édouard) Marc-Gilbert Sauvajan och Fred Jackson                                                                                                   | Martha Lundholm     | Vasateatern                   |
| 1951 | Henriette        | Inte för er, mina damer (N´ecoutez pas, Mesdames) Sacha Guitry | Martha Lundholm     | Vasateatern                   |
| 1953 |                  | Skärgårdsflirt Gideon Wahlberg | Gösta Jonsson       | Vanadislundens friluftsteater |
| 1956 | Fru Janvray      | Gröna fracken (L'Habit vert) Gaston Arman de Caillavet och Robert de Flers | Johan Falck         | Helsingborgs stadsteater      |
| 1956 | Anastasia        | Balladen om ingen Johannes W. Klefisch | Johan Falck         | Helsingborgs stadsteater      |
| 1956 | Den nya pigan    | Toreadorvalsen (La Valse de toréadors) Jean Anouilh | Johan Falck         | Helsingborgs stadsteater      |
| 1957 | Bettina          | Kärlekskvarett (Die hellgelben Handschuhe) Willi Kollo | Åke Engfeldt        | Helsingborgs stadsteater      |
| 1957 | Lisa Waldemars   | Ett brott Sigfrid Siwertz | Johan Falck         | Helsingborgs stadsteater      |
| 1957 | Alice            | Markisinnan (The Marquise) Noël Coward | Gunnar Ekström      | Helsingborgs stadsteater      |
| 1957 | Sally            | Dårskapens timme (L'ora della fantasia) Anna Bonacci | Åke Engfeldt        | Helsingborgs stadsteater      |
| 1957 | Norma            | Ut med narren! (Take the Fool away) J.B. Priestley | Johan Falck         | Helsingborgs stadsteater      |
| 1957 | Dora Svensson    | Nationalmonumentet Tor Hedberg | Rolf Carlsten       | Helsingborgs stadsteater      |
| 1957 | Clara            | Pariserliv (La vie parisienne) Jacques Offenbach, Henri Meilhac och Ludovic Halévy                                                                                              | Soini Wallenius     | Helsingborgs stadsteater      |
| 1958 | Jean Tanner      | Vid skilda bord (Separate Tables) Terence Rattigan | Åke Engfeldt        | Helsingborgs stadsteater      |
| 1958 | Susanna          | Figaros bröllop eller Den uppochnervända dagen (La Folle Journée, ou Le Mariage de Figaro) Pierre de Beaumarchais                                                               | Johan Falck         | Helsingborgs stadsteater      |
| 1958 | Clarissa         | Vad vet mamma om kärlek (The Reluctant Debutante) William Douglas-Home | Åke Engfeldt        | Helsingborgs stadsteater      |
| 1958 | Polly Peachum    | Tolvskillingsoperan (Die Dreigroschenoper) Bertolt Brecht och Kurt Weill | Johan Falck         | Helsingborgs stadsteater      |
| 1958 | Jaqueline Giraux | Bäddat för tre (Monsieur Masure) Claude Magnier | Lennart Olsson      | Helsingborgs stadsteater      |
| 1959 | Celia            | Som ni behagar (As you Like it) William Shakespeare | Frank Sundström     | Helsingborgs stadsteater      |
| 1960 | Corinne Hortense | Lilla helgonet (Mam'zelle Nitouche) Hervé, Henri Meilhac och Albert Millaud | Frank Sundström     | Helsingborgs stadsteater      |
| 1960 | Miep Gies        | Anne Franks dagbok (The Diary of Anne Frank) Frances Goodrich och Albert Hackett                                                                                                | Frank Sundström     | Helsingborgs stadsteater      |
| 1963 |                  | Hus med dubbel ingång (Casa con dos puertas) Pedro Calderón de la Barca | Kurt-Olof Sundström | Folkteatern, Göteborg         |
| 1964 |                  | Famfam Jean-Pierre Ferrier, Ricet Barrier och Bernard Lelou | Jackie Söderman     | Folkteatern, Göteborg         |
| 1964 |                  | Far i luften (Boeing Boeing) Marc Camoletti | Egon Larsson        | Lisebergsteatern              |
| 1964 | Silvia           | Två herrar från Verona (The Two Gentlemen of Verona) William Shakespeare | Kurt-Olof Sundström | Folkteatern, Göteborg         |
| 1965 |                  | De kärlekslösa (Natural Affection) William Inge | Helge Hagerman      | Folkteatern, Göteborg         |
| 1965 | Myra Arundel     | Höfeber (Hay Fever) Noël Coward | Kurt-Olof Sundström | Folkteatern, Göteborg         |
| 1965 |                  | Barfota i parken (Barefoot In The Park) Neil Simon | Åke Engfeldt        | Malmö stadsteater             |
| 1966 |                  | Adam och Vera i Blackeberg Bo Sköld | Eva Sköld           | Malmö stadsteater             |
| 1966 |                  | Söndagshustrun (Woman in a dressing gown) Ted Willis | Åke Engfeldt        | Malmö stadsteater             |
| 1966 |                  | Mordet på Marat (Die Verfolgung und Ermordung Jean Paul Marats, dargestellt durch die Schauspielgruppe des Hospizes zu Charenton unter Anleitung des Herrn de Sade) Peter Weiss | Jan Lewin           | Malmö stadsteater             |
| 1967 |                  | Klas Klättermus (Klatremus og de andre dyrene i Hakkebakkeskogen) Thorbjørn Egner                                                                                               | Per Siwe            | Malmö stadsteater             |
| 1967 | Clea             | Komedi i mörker (Black Comedy) Peter Shaffer | Per Siwe            | Malmö stadsteater             |
| 1968 |                  | Kvinnorna från Shanghai eller Ett fall av hjärntvätt Tore Zetterholm | Per Siwe            | Malmö stadsteater             |
| 1968 |                  | Man vet inte hur (Non si sa come) Luigi Pirandello | Richard Bark        | Malmö stadsteater             |
| 1968 |                  | Trojanskorna (Τρῳάδες, Trōiades) Euripides | Eva Sköld           | Malmö Stadsteater             |
| 1971 |                  | Vår i luften (Boeing Boeing) Marc Camoletti | Egon Larsson        | Malmö stadsteater             |
| 1973 |                  | Leva loppan (La puce à l'oreille) Georges Feydeau | Andris Blekte       | Malmö stadsteater             |
| 1974 |                  | Jag vill träffa Mjosov (Где вы, месье Миуссов?) Valentin Katajev | Andris Blekte       | Malmö stadsteater             |
| 1982 |                  | En skugga Hjalmar Bergman | Thomas Porathe      | Malmö stadsteater             |
| 1990 |                  | Ett dårhus i Goa (A Madhouse in Goa) Martin Sherman | Göran Stangertz     | Malmö stadsteater             |